# 弗雷澤威爾斯 (亞利桑那州)
弗雷澤威爾斯（英語：Frazier Wells）是位於美國亞利桑那州可可尼諾縣的一個非建制地區。該地的面積和人口皆未知。

## 地理
弗雷澤威爾斯的座標為35°46′57″N 113°04′20″W / 35.78250°N 113.07222°W，而該地的平均海拔高度為1843米（即6047英尺）。